# Mistrzostwa Rumunii w Skokach Narciarskich 2006
Mistrzostwa Rumunii w Skokach Narciarskich 2006 – zawody, które wyłoniły najlepszych skoczków narciarskich w Rumunii w roku 2006 w kategoriach juniorów i seniorów. Jedyny konkurs indywidualny został przeprowadzony 12 lutego 2006 roku na skoczni o punkcie konstrukcyjnym K–60 w miejscowości Râșnov. 
Rozegrana została jedna konkurencja – konkurs indywidualny mężczyzn. Uczestniczyło w nim 15 zawodników. Najlepszy okazał się Andrei Balazs. Na kolejnych miejscach uplasowali się Ciprian Ioniță i Mihai Damian.
Spośród zawodników startujących w konkursie mężczyzn dodatkowo wyodrębniono kategorię juniorów, w  której najlepszej trójce przyznano medale. W związku z tym, medale w tej rywalizacji zdobyli: Mihai Damian (złoto), Andrei-Iancu Tambaloiu (srebro) i Andrei Adamuta (brąz).

## Wyniki

### Konkurs indywidualny mężczyzn
| Miejsce | Zawodnik               | Skok 1 | Skok 2 | Nota  |
| ------- | ---------------------- | ------ | ------ | ----- |
| 1.      | Andrei Balazs          | 56,5   | 57,0   | 303,7 |
| 2.      | Ciprian Ioniță         | 56,0   | 58,0   | 303,3 |
| 3.      | Mihai Damian           | 56,5   | 57,0   | 297,2 |
| 4.      | Ion Adamita            | 55,5   | 54,0   | 279,4 |
| 5.      | Radu Otelea            | 53,5   | 53,5   | 274,9 |
| 6.      | Andrei-Iancu Tambaloiu | 52,0   | 50,5   | 263,0 |
| 7.      | Mihai Pepene           | 50,0   | 53,0   | 246,5 |
| 8.      | Ovidiu Ichim           | 50,0   | 50,5   | 246,5 |
| 9.      | Andrei Adamuta         | 46,0   | 46,0   | 218,4 |
| 10.     | Alexandru Peter        | 43,5   | 47,0   | 190,6 |
| 11.     | Robert Feher           | 46,5   | 46,5   | 185,0 |
| 12.     | Alexandru Barbu        | 40,5   | 41,5   | 164,4 |
| 13.     | Levente Banyasz        | 41,0   | 41,0   | 162,9 |
| 14.     | Costin Ilie            | 39,5   | 41,0   | 157,6 |
| –       | Remus Tudor            | 38,5   | DNF    | –     |

### Klasyfikacja juniorów
| Miejsce | Zawodnik               | Skok 1 | Skok 2 | Nota  |
| ------- | ---------------------- | ------ | ------ | ----- |
| 1.      | Mihai Damian           | 56,5   | 57,0   | 297,2 |
| 2.      | Andrei-Iancu Tambaloiu | 52,0   | 50,5   | 263,0 |
| 3.      | Andrei Adamuta         | 46,0   | 46,0   | 218,4 |
| 4.      | Alexandru Peter        | 43,5   | 47,0   | 190,0 |
| 5.      | Robert Feher           | 46,5   | 46,5   | 185,0 |
| 6.      | Alexandru Barbu        | 40,5   | 41,5   | 164,4 |
| 7.      | Costin Ilie            | 39,5   | 41,0   | 157,6 |
| –       | Remus Tudor            | 38,5   | DNF    | –     |